# Hermann Guth

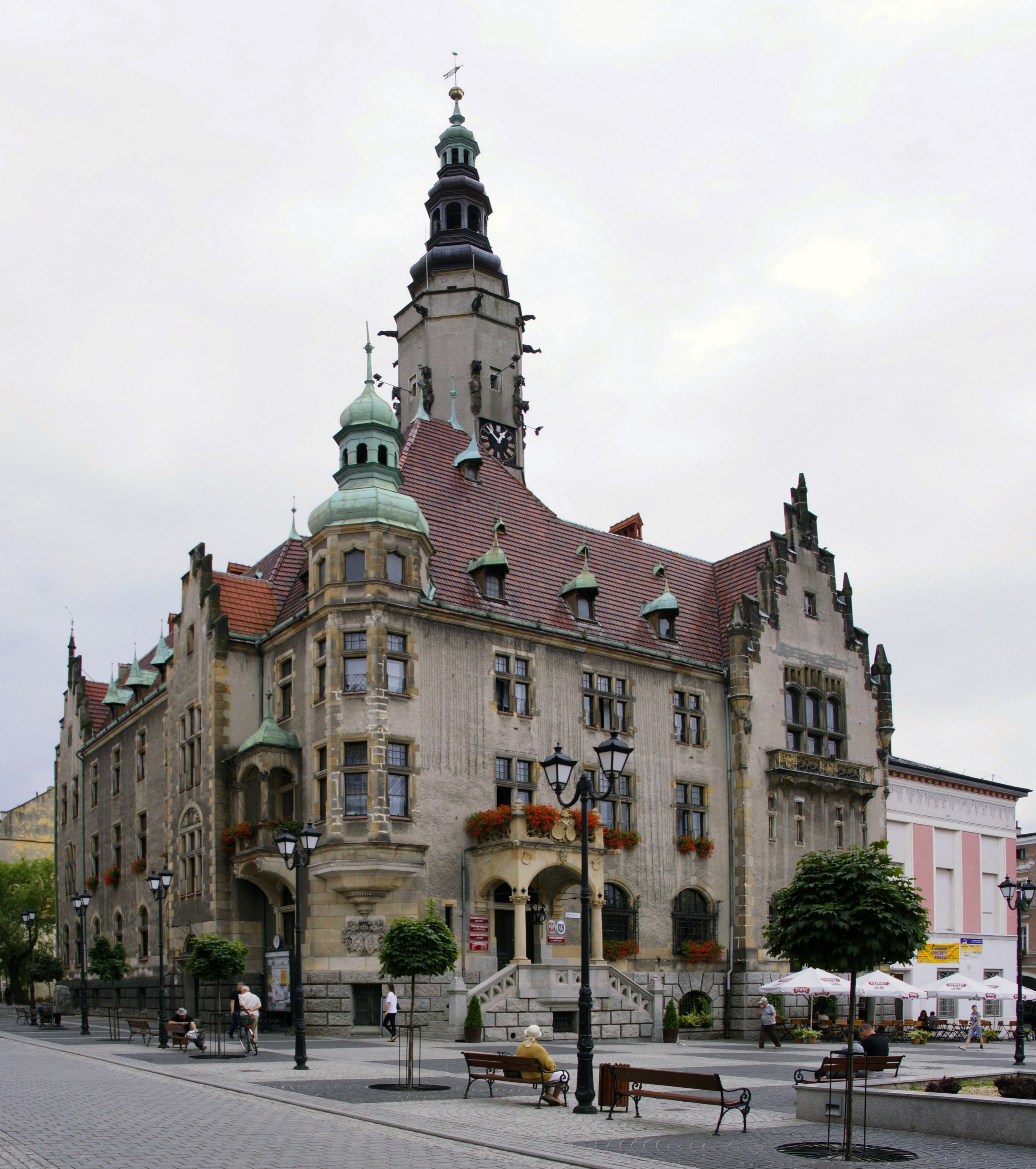
Rathaus von Jawor (Jauer)

Wilhelm Julius Hermann Guth (* 24. Juli 1851 in Seelow (Mark) im damaligen Kreis Lebus, Regierungsbezirk Frankfurt (Oder); † 1924) war ein deutscher Architekt, Architekturhistoriker und Hochschullehrer.

## Leben
Guth besuchte die Realschule 1. Ordnung in Frankfurt (Oder). Er arbeitete eine Zeitlang in einem Berliner Bildhaueratelier und besuchte bis März 1875 die Berliner Bauakademie. Seine Wirkungsstätte war Charlottenburg und er war von 1868 bis 1924 tätig. Guth lehrte ferner als Lehrer an der Königlichen Kunstschule und an der Unterrichtsanstalt des staatlichen Kunstgewerbemuseums in Berlin. 1898 erhielt er das Prädikat Professor.

## Werke (Auswahl)
- Rathaus in Jauer (1885–1887)
- Rathaus in Tarnowitz (1886–1888)
- Rudolf-Höhne-Stiftung in Berlin (1910–1911), Denkmalschutz[3]
- Wohnhausgruppe in Halle/Saale
- Villa in St. Johann-Saarbrücken